# Baiti

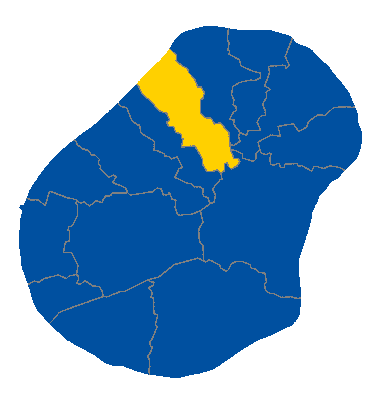
Vị trí quận Baiti tại Nauru.

Baiti là một quận của đảo quốc Thái Bình Dương Nauru. Quận thuộc Khu vực bầu cử Ubenide. Quận nằm ở tây bắc của đảo với diện tích 1,2 km² và dân số là 810 người.